# Garba Tula
Garba Tula är en ort i distriktet Isiolo i provinsen Östprovinsen i Kenya.